# Michael Conrad von Heydendorf
Michael Conrad von Heydendorf magyaros névalakban Conrád Mihály (Medgyes, 1730. november 26. – Medgyes, 1821. november 9.) királyi tanácsos és polgármester.

## Élete
Daniel Conrad medgyesi polgármester fia volt. Miután a marosvásárhelyi gimnáziumban tanulmányait befejezte, 1750. január 11-én tiszteletbeli írnok lett az erdélyi kormányzóság irodájában. 1753. szeptember 7-től tartománybiztos, majd a szász Directorium oeconomicumnál írnok volt. 1761-ben a medgyesi városi tanácsba lépett be mint tiszteletbeli jegyző, hol később mint valóságos jegyző szolgált; 1775-től tanácsos volt ugyanott, később királybíró 1784-ig. Ezután Nagy-Szebenmegye alispánja lett. 1786-ban főtörvényszéki tanácsossá nevezték ki s királyi tanácsosi címet nyert.
1787-ben a magyar, székely és szász rendek közös tiltakozást készítettek elő II. József reformjai ellen; a szászok részéről a munkálatokban Rosenfeld guberniumi tanácsos és Michael Conrad von Heydendorf vettek részt. A közös beadvány végül a nézetkülönbségek miatt nem született meg.
Az alkotmány visszaállítása után mint kormánybiztos az erdélyi szász székek újjászervezésével foglalkozott. Ekkor medgyesi polgármesternek választották meg, mely hivatalában 27 évig működött. 1813-ban I. Ferenc király a Lipót-rend kiskeresztjét adományozta neki. 1816-ban nyugalomba vonult.

## Munkái
- Egy kis értekezése jelent meg A Magyar Nyelvmivelő Társaság Munkáiban (Szeben, 1796. I.)
- Önéletrajzát: Michael Conrad von Heidendorf. Eine Selbstbiographie címmel dr. Theil Rudolf közölte a nagy-szebeni Archivban (XIII–XVI. XVIII. 1876–78.); új kiadása Otto Folberth és Wolfgang Acker gondozásában (München, 1978) jelent meg.

Kéziratban:
- De originibus nationum in Transsylvania (Aranka megjegyzéseivel)
- Origines nationum ac potissimum Saxoniae in Transsylvania e ruderibus Historiarum erutae (a budapesti Egyetemi Könyvtár Kaprinai-gyűjteményébe került C. Tom. XIX. jelzet alatt);
- Gedanken von der Herkunft u. dem Ursprung der Verfassung der sächsischen Nation in Siebenbürgen;
- Betrachtungen über die Aufhebung der Sächsischen Nationalverbindung auf hohe Veranlassung aufgesetzt. Anno 1784 diebus Martii;
- Memorial an S. M. Joseph II. Namens der Sächsischen Nation vor ihrer Aufhebung. A. 1784;
- De veteri conditione Sedis Mediensis. (Levél Benkő Józsefhez 1776)
- Inscriptio globo turris majoris Mediensis imposita. 1784
- Bemerkungen über die von den Walachen angesuchte Concivilität in der Sächsischen Nation 1791 zum Gebrauch der Sächs. Universität und Wiener Landtagsdeputation
- Historisch-diplomatische Abhandlung der Frage: Woher es komme, dass die Vorfahren der Sachsen von den damaligen Ungarischen Königen aus Deutschland auf den Fundum, den sie jetzt besitzen, berufen wurden? wie ferner weben dieser und kein anderer Fundus den Sachsen gegeben worden sei, und woher er den Namen Fundus regius erhalten habe?

Collectanea cimmel nyolc 4-rét kötetben kéziratgyűjteményt hagyott hátra, melyet az ő életében Eder József és Ballmann részben fölhasználtak és melyet a medgyesi gimnázium könyvtárában őriznek.